# Колізія континентів

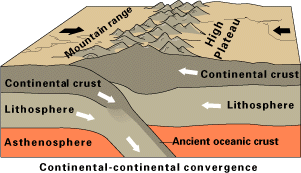
Зіткнення континентів.

Колізія континентів — зіткнення континентальних плит, що призводить до зминання кори і утворення гір. Відбувається по конвергентній границі.
Прикладом колізії є Альпійсько-Гімалайський гірський пояс, що утворився в результаті закриття океану Тетіс і зіткнення з Євразійською плитою Індостану і Африки. У результаті потужність кори значно збільшується, під Гімалаями вона становить 70 км. Це нестійка структура, вона інтенсивно руйнується поверхневою і тектонічною ерозією. У корі з різко збільшеною потужністю йде виплавка гранітів з метаморфізованих осадових і магматичних порід. Так утворилися найбільші батоліти, наприклад, Ангаро-Вітімський і Зерендінський.

## Інтернет-ресурси
- Where Continents Collide
- Dynamics of Continental Collision Zones

| Геологія | Це незавершена стаття з геології. Ви можете допомогти проєкту, виправивши або дописавши її. |